# ハイ!東広島です
『ハイ!東広島です』（はい!ひがしひろしまです）は、広島テレビ放送で放送されていた東広島市の市政番組。1990年代（後半）ごろから2008年3月まで放送され、2008年4月以降は広島ホームテレビ製作の「レッツ!東広島」に移行。

## 内容
広島テレビ放送と東広島市の共同制作。東広島市内のイベントやボランティア活動、最近の出来事など飛翼的な発展をする東広島市の今の姿を紹介する番組。セット撮影はなく、リポーターが外に出て取材する形式を取っている。
また広島テレビでの市政番組の中で長寿番組となっており、広島テレビが市政番組製作を担う市町村の中では東広島市が一度も番組名を変えずに放送している。

## 出演者
- 寺沢知佳子リポーター（～2008年3月まで）
- 西名みずほアナウンサー（～2006年3月）
- 田山こずえ
- 黒川昌代

etc

## 放送時間
（2008年3月まで）
- 広島テレビ放送…日曜日7:45～8:00
- 東広島ケーブルメディア…月曜日～金曜日13:00～13:15